# تشوي داي شيك
تشوي داي شيك مواليد 10 يناير 1965 في كوريا الجنوبية، هو لاعب كرة قدم كوري جنوبي دولي سابق كان يلعب كلاعب وسط. سبق له أن لعب في كأس العالم لكرة القدم مع منتخب بلاده.

## المسيرة الاحترافية

### أندية لعب لها
- نادي بوسان أي بارك
- نادي سول
- أويتا ترينيتا

## روابط خارجية
- تشوي داي شيك على موقع الاتحاد الدولي (مؤرشف)  (الإنجليزية)
- تشوي داي شيك على موقع رابطة كرة القدم اليابانية للمحترفين (اليابانية)
- تشوي داي شيك على موقع دوري كوريا الجنوبية (الإنجليزية)
- تشوي داي شيك على موقع قاعدة بيانات كرة القدم.إي يو (الإنجليزية)
- تشوي داي شيك على موقع ناشيونال فوتبول تيمز (الإنجليزية)
- تشوي داي شيك على موقع Soccerway.com (الإنجليزية)